# Distretto di Mallakastër
Il distretto di Mallakastër (in albanese: Rrethi i Mallakastrës, Malacastra) era uno dei 36 distretti amministrativi dell'Albania.
La riforma amministrativa del 2015 ha ricompreso il territorio dell'ex distretto nel comune di  Mallakastër, di nuova istituzione.

## Geografia antropica

### Suddivisioni amministrative
Il distretto comprendeva un comune urbano e 8 comuni rurali.

#### Comuni urbani
- Ballsh

#### Comuni rurali
- Aranitas
- Fratar
- Greshicë
- Hekal
- Kutë
- Ngraçan (Ngracam)
- Qendër (Qender, Qendër Dukas)
- Selitë (Selite)